# 中国胶角耳
中国胶角耳（学名：Calocera sinensis）是属于花耳目花耳科胶角耳属的一种真菌，生长在阔叶树或针叶树朽木上。该种分布于中国。其种加词“sinensis”意为“中华的”。